# Charles-Philippe Courtois
Charles-Philippe Courtois est un historien québécois.
Docteur en histoire de l'Institut d'études politiques de Paris (2007) et de l'UQAM (2008), il enseigne l'histoire au Collège militaire royal de Saint-Jean, où il est professeur agrégé.
Il est l'auteur de la première véritable biographie du chanoine Lionel Groulx, intitulée Lionel Groulx. Le penseur le plus influent de l'histoire du Québec et de La Conquête. Une anthologie. 
Il est aussi l'auteur d'une étude de l'Institut de recherche sur le Québec (IRQ) publiée en 2009, sur le nouveau programme d'histoire du Québec au secondaire.

## Honneurs
- 2009 - Prix de la fondation Jean-Charles Bonenfant pour sa thèse Trois mouvements intellectuels québécois et leurs relations françaises : l'Action française, La Relève et la nation (1917-1939)[1]
- 2009 - Médaille de l'Assemblée nationale[2]